# Ligne 18 du tramway de Bruxelles (1911-1963)
 (août 2023).
Si vous disposez d'ouvrages ou d'articles de référence ou si vous connaissez des sites web de qualité traitant du thème abordé ici, merci de compléter l'article en donnant les références utiles à sa vérifiabilité et en les liant à la section « Notes et références ».
Pour les articles homonymes, voir Ligne 18.
Ne doit pas être confondu avec Ligne 18 du tramway de Bruxelles (1968-).
La ligne 18 est une ancienne ligne du tramway de Bruxelles qui a fonctionné entre 1911 et 1963.

## Histoire

Plan.

A l'occasion de l'Exposition universelle de 1935 à Bruxelles, la ligne 18 de la "Compagnie des Tramways bruxellois" reliait le site du Centenaire directement au centre-ville et à Anderlecht (Petite-île) via la place Bockstael, la gare du Nord et la gare du Midi. Elle parcourut cet itinéraire durant 33 ans avant d'être totalement modifiée et envoyée vers le Cimetière de Jette, Belgica, la petite ceinture et Uccle. Le tronçon entre le Centenaire et la gare du Midi fut alors uniquement assuré par le tram 81.[réf. nécessaire],.
Elle est supprimée en 1963.[réf. nécessaire]